# Korba (delegación)
Korba es una delegación de la gobernación de Nabeul en Túnez. En abril de 2014 tenía una población censada de 68 964 habitantes.
Se encuentra ubicada al noreste del país, en la península del cabo Bon, junto a la costa del mar Mediterráneo.